# Gherardo Silvani
Gherardo Silvani (1579 Florencie – 1675 tamtéž) byl italský barokní architekt a sochař. Byl aktivní zejména ve Florencii a jejím okolí.

## Život

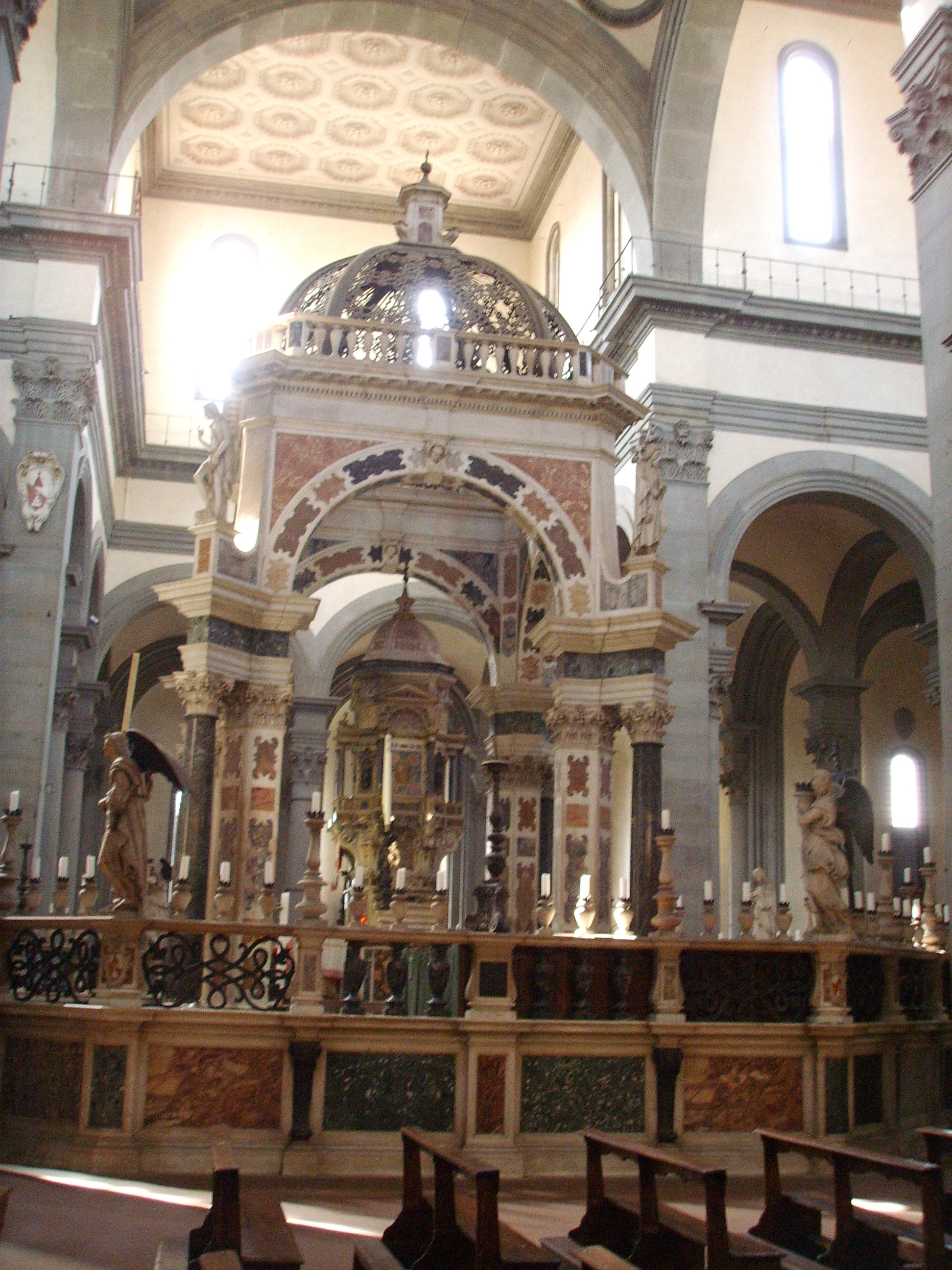
Oltář kostela Basilica di Santo Spirito.

Byl žákem Ludovica Cigoliho a Giovanni Battisty Cacciniho, s nímž spolupracoval na kostele sv. Annunziata. Pracoval na stavbě a přestavbě řady florentských paláců: Palazzo Corsini al Prato, Palazzo Capponi-Covoni (1623), Palazzo Fenzi (1634), Palazzo Pallavicini, Palazzo di San Clemente. Spolupracoval na stavbě a rekonstrukci mnoha církevních staveb. Mezi jinými to byly kostely San Frediano, Santi Simone e Giuda, Sant'Agostino a Chiesa di Santa Maria Maggiore. Pracoval také na stavbě oltáře v bazilice Basilica di Santo Spirito a na fasádě baziliky Basilica di Santa Maria. Jeho návrh fasády florentské katedrály Santa Maria del Fiore však nebyl přijat. Za mistrovské dílo je považována fasáda kostela San Gaetano, který byl budován v letech 1604–1648 na objednávku kardinála Carla de' Medici.
Byl rovněž vyhledávaným zahradním architektem. Pracoval na několika vilách v blízkosti Florencie. Silvaniho díla se nacházejí rovněž v Pratu, Pistoii, Volteře a Vallombrose).
Jeho syn Pier Francesco Silvani se stal také architektem.